# 春と秋のカエルの王子
『春と秋のカエルの王子』（はるとあきのカエルのおううじ）は、2008年6月19日からホームUで配信されている田中渉原作・入江悠監督のWebドラマ。

## 登場人物
- 綾川春菜（演：杉本有美）
- 綾川秋菜（演：杉本有美）
- 沢口祐介（演：川嵜七郎）
- 綾川太一（演：石川啓太）
- 綾川康男（演：いんげん）
- 綾川多賀子（演：小川七夕）
- 沢口父
- 沢口母
- はずかし屋